# Cocotropus steinitzi
Cocotropus steinitzi är en fiskart som beskrevs av William N. Eschmeyer och Dor, 1978. Cocotropus steinitzi ingår i släktet Cocotropus och familjen Aploactinidae. Inga underarter finns listade i Catalogue of Life.